# Cephalops laeviventris
Cephalops laeviventris är en tvåvingeart som beskrevs av Friedrich Hermann Loew 1858. Cephalops laeviventris ingår i släktet Cephalops och familjen ögonflugor. Inga underarter finns listade i Catalogue of Life.